# Château des Roches-Baritaud
Pour les articles homonymes, voir Baritaud.
Le château des Roches-Baritaud est un château situé sur la commune de Saint-Germain-de-Prinçay, dans le canton de Chantonnay en Vendée.

## Historique
Au XIIIe siècle, le seigneur est Jean de Chateaubriant. La famille de Châteaubriant conserve le château jusqu'en 1738.
Il est alors acquis par le comte Jean-Antoine Olivier de Senozan et son épouse (née de Lamoignon).
En 1756, le comte Claude de Beauharnais rachète le château. Il passe ensuite à son fils le chef d'escadre Claude de Beauharnais.
Les Marchegay de Lousigny en deviennent propriétaires au cours du XIXe siècle.
Le château actuel date du XVe siècle et a été inscrit au titre des monuments historiques en 1957.

### Sources
- Guy de Raigniac, « De châteaux en logis, itinéraires des familles de la Vendée » (éditions de Bonnefonds, 1993)